# 문 프린세스: 문에이커의 비밀
문 프린세스: 문에이커의 비밀(The Secret of Moonacre)은 2008년 공개된 판타지 영화이다.
이 영화는 2008년 토론토 국제 영화제에서 초연되었으며 워너 브라더스 픽쳐스에 의해 2009년 2월 6일 영국에서 개봉되었다.

## 줄거리
마리아 메리웨더는 아버지의 죽음 후 '문아크 계곡의 고대 연대기'라는 책을 상속받는다. 책에는 달의 공주가 달로부터 마법의 진주를 받았고, 결혼식에서 신부 측인 드 누아르 가문은 검은 사자를, 신랑 측인 메리웨더 가문은 유니콘을 선물했다는 이야기가 적혀 있다. 그러나 공주가 진주를 드러내자 두 가문은 욕심에 눈이 멀게 된다.
런던 집을 떠나게 된 마리아는 가정교사 미스 헬리오트로프와 함께 소원했던 삼촌 벤자민 메리웨더 경이 있는 문아크 저택으로 간다. 벤자민 경은 마리아에게 숲과 드 누아르 가문을 조심하라고 경고한다. 어느 날 마리아는 숲에서 소년 로빈 드 누아르를 포함한 도적들에게 둘러싸이게 되지만, 벤자민 경의 검은 개 롤프 덕분에 위기를 모면한다.
마리아는 책을 계속 읽으며 두 가문이 진주를 두고 싸웠고, 달의 공주가 5000번째 달이 뜰 때 계곡을 영원한 어둠 속에 가두는 저주를 내렸다는 것을 알게 된다. 저택의 요리사 마마듀크는 마리아가 유니콘을 볼 수 있는 능력을 지닌 새로운 달의 공주이며, 저주를 풀 수 있다고 말한다. 곧 5000번째 보름달이 뜨는 것을 알게 된 마리아는 두려움에 도망쳐 러브데이라는 여인이 사는 동굴을 발견한다. 러브데이는 자신이 달의 공주였지만 가문을 화합시키고 저주를 풀지 못했다고 고백한다. 마리아는 드 누아르 가문이 진주를 담은 상자를 훔쳤고, 메리웨더 가문은 상자의 열쇠를 가지고 있다는 것을 깨닫는다.
마리아는 책갈피에서 열쇠를 발견하고 드 누아르 가문의 요새에 침입하지만 로빈의 아버지인 쾨르 드 누아르에게 들킨다. 마리아는 열쇠를 주지만 쾨르는 상자가 비어있다며 메리웨더 가문이 훔쳐갔다고 주장한다. 마리아는 롤프의 도움으로 집으로 돌아온다. 마리아는 러브데이와 만나 그녀가 벤자민 경과 약혼했었지만 드 누아르 가문 출신임이 밝혀져 파혼 당했다는 사실을 알게 된다. 마리아는 첫 번째 달의 공주 그림에서 진주를 숨긴 장소를 발견하고 벤자민 경과 러브데이에게 거짓 편지를 보내 만남을 주선하고, 로빈을 설득해 도움을 받는다. 한편 벤자민 경과 러브데이는 마리아의 속임수를 알아채고 헬리오트로프, 마마듀크, 하인 디그위드와 함께 마리아를 찾아 나선다.
마리아와 로빈은 숲 속에서 진주를 발견하고 비밀 터널을 통해 탈출한다. 쾨르의 부하들이 추격하고 롤프는 그 과정에서 죽는다. 마리아 일행은 저주가 내려진 절벽에 도착하고, 러브데이가 쾨르의 딸임이 밝혀진다. 마리아는 삼촌과 쾨르에게 자존심을 버리고 저주를 풀자고 애원하지만 실패한다. 결국 마리아는 스스로 진주를 가지고 바다에 뛰어든다. 거대한 파도가 절벽을 향해 밀려오고 마리아는 흰 유니콘을 타고 나타난다. 롤프는 검은 사자의 모습으로 부활하고 벤자민 경과 러브데이는 화해한다. 메리웨더 가문과 드 누아르 가문은 하나가 되고 저주가 풀리며 문아크 계곡은 되살아난다. 그리고 마리아와 로빈은 사랑에 빠진다.

## 출연

### 주연
- 이안 그루퍼드
- 다코타 블루 리차드
- 팀 커리
- 나타샤 맥켈혼

### 조연
- 줄리엣 스티븐슨
- 오거스터스 프류
- 앤디 린든
- 마이클 웨버
- 샌더 이스트반 나기
- 올리버 시모어

## 기타
- 공동제작: 피터 미스콜지
- 공동제작: 가버 바라디
- 라인프로듀서: 브라이언 도노반
- 미술: 소피 베셔
- 세트: 졸탄 호바스
- 의상: 베아트릭스 아루나 파스처
- 배역: 셀레스탸 폭스